# Троицкий, Иван Гаврилович
Иван Гаврилович Троицкий (23 июня 1858 — 10 марта 1929) — российский богослов, педагог, гебраист и библиотекарь

, ученик Д. А. Хвольсона, профессор еврейского языка в Санкт-Петербургской духовной академии; действительный статский советник.

## Биография
Иван Троицкий родился 23 июня 1858 года в селе Волгапино (ныне — Ковылкинский район Мордовии). По 1872 год учился в Краснослободском духовном училище, откуда перешел в Пензенскую духовную семинарию, которую успешно окончил в 1878 году. В 1881—1882 гг. Троицкий слушал лекции по древнееврейскому языку на факультете восточных языков Императорского Санкт-Петербургского университета. В 1882 году он завершил образование в Санкт-Петербургской духовной академии.
В 1894 году занял должность помощника редактора в «Церковном вестнике», где, в числе прочих, обнародовал и множество своих работ. Помимо этого, работал в научно-богословском журнале «Христианское чтение», где также можно увидеть немало его статей по теологии.
В 1885 году И. Г. Троицкий защитил диссертацию на степень магистра богословия, которая была озаглавлена «Религиозное, общественное и государственное состояние евреев во время судей» (изд. в СПб., 1885; исправленное изд., СПб., 1886).
В 1904 году Иван Гаврилович Троицкий получил степень доктора богословия за диссертацию под названием «Талмудическое учение о посмертном состоянии и конечной участи людей, его происхождение и значение в истории эсхатологических представлений».
16 января 1905 года Троицкий стал ординарным профессором, а с 1910 года заслуженным ординарным профессором по кафедре еврейского языка и библейской археологии СПбДА.
В 1913 году Троицкий участвовал в богословской экспертизе по Делу Бейлиса со стороны защиты; вместе в ним в состав комиссии входили гебраист П. К. Коковцов, московский казённый раввин Яков Мазе, а также профессор П. В. Тихомиров, доказавшие абсурдность обвинения евреев в употреблении крови для ритуальных целей.
В 1914 году профессор Троицкий получил Макарьевскую премию за свой труд под заглавием «Библейская археология».
После октябрьского переворота, с 10 июля 1918 года, Иван Гаврилович Троицкий стал исполнять обязанности проректора.
С 1919 по 1922 год Троицкий являлся внештатным сотрудником государственного института медицинских знаний (ныне Санкт-Петербургская государственная медицинская академия имени И. И. Мечникова), где заведовал библиотекой.
16 мая 1920 года Иван Гаврилович Троицкий был принят в качестве научного сотрудника Российской публичной библиотеки, где возглавил отделение восточных языков. 15 декабря 1928 года был освобождён от занимаемой должности по состоянию здоровья с назначением ему академической пенсии.
Иван Гаврилович Троицкий умер 10 марта 1929 года и был похоронен на Никольском кладбище Александро-Невской лавры.
Троицкий входил в число членов Императорского Русского археологического общества.
Заслуги учёного перед отечеством были отмечены орденами Святого Станислава 2-й и 1-й степени, орденом Святой Анны 2-й степени и орденами Святого Владимира 4-й и 3-й степени.